# My Love Is Your Love
My Love Is Your Love ist das vierte Studioalbum von Whitney Houston. Es erschien im November 1998 als ihr erstes Studioalbum nach acht Jahren, belegte in einigen europäischen Ländern Platz eins der Charts und wurde zum Millionenseller.

## Hintergrund
Das Album wurde von unterschiedlichen Produzenten und Produktionsteams wie Rodney Jerkins, Soulshock & Karlin, Wyclef Jean, David Foster und Babyface produziert. Ursprünglich als Greatest-Hits-Kompilation geplant, wurde es in nur sechs Wochen eingespielt. Stilistisch deckte es eine Bandbreite von Midtempo-R&B-, Hip-Hop-, Dance- und Reggae-Einflüssen ab, wodurch es etwas vielfältiger als die vorigen Veröffentlichungen ausfiel.
Um das Album zu bewerben, trat Houston im Februar 1999 mit dem Lied It’s Not Right but It’s Okay bei Wetten, dass..? auf.

## Titelliste
1. It’s Not Right but It’s Okay – 4:51 (LaShawn Daniels, Toni Estes, Rodney Jerkins, Fred Jerkins III, Isaac Phillips)
2. Heartbreak Hotel – 4:41 (K. Karlin, T. Savage, C. Schack) – feat. Faith Evans e Kelly Price
3. My Love Is Your Love – 4:23 (Jerry Duplessis, Wyclef Jean)
4. When You Believe – 4:28 (Babyface, Stephen Schwartz) – feat. Mariah Carey
5. If I Told You That – 4:37 (Daniels, Estes, R. Jerkins, F. Jerkins)
6. In My Business – 3:26 (Kelvin Bradshaw, Missy Elliott, Lloyd Turner) – feat. Missy Elliott
7. I Learned from the Best – 4:19 (Diane Warren)
8. Oh Yes – 6:52 (Bradshaw, Elliott, Turner)
9. Get It Back – 4:56 (Daniels, Estes, R. Jerkins, F. Jerkins)
10. Until You Come Back – 4:53 (Babyface, D. Simmons)
11. I Bow Out – 4:30 (Warren)
12. You’ll Never Stand Alone – 4:21 (Warren)
13. I Was Made to Love Him – 4:29 (Henry Cosby, Lula Mae Hardaway, Sylvia Moy, Stevie Wonder)

## Rezeption

### Preise
Whitney Houston erhielt für My Love Is Your Love einige Musikpreise und Nominierungen. It’s Not Right but It’s Okay gewann 2000 den Grammy Award für die Best R&B Vocal Performance – Female.

### Rezensionen
Auf der Website Allmusic.com schrieb Stephen Thomas Erlewine, das Album reihe sich mit Leichtigkeit in die besten Veröffentlichungen Houstons ein. Er vergab vier von fünf Sternen.

## Kommerzieller Erfolg

### Chartplatzierungen
| ChartsChartplatzierungen       | Höchstplatzierung | Wochen |
| ------------------------------ | ----------------- | ------ |
| Deutschland (GfK)              | 2 (70 Wo.)        | 70     |
| Österreich (Ö3)                | 1 (48 Wo.)        | 48     |
| Schweiz (IFPI)                 | 1 (67 Wo.)        | 67     |
| Vereinigte Staaten (Billboard) | 13 (87 Wo.)       | 87     |
| Vereinigtes Königreich (OCC)   | 4 (70 Wo.)        | 70     |

| ChartsJahrescharts (1999) | Platzierung |
| ------------------------- | ----------- |
| Deutschland (GfK)         | 3           |
| Österreich (Ö3)           | 2           |
| Schweiz (IFPI)            | 8           |

### Auszeichnungen für Musikverkäufe
| Land/Region                  | Auszeichnungen für Musikverkäufe (Land/Region, Auszeichnung, Verkäufe) | Verkäufe  |
| ---------------------------- | ---------------------------------------------------------------------- | --------- |
| Australien (ARIA)            | Gold                                                                   | 35.000    |
| Belgien (BRMA)               | Platin                                                                 | (50.000)  |
| Europa (IFPI)                | 4× Platin                                                              | 4.000.000 |
| Finnland (IFPI)              | Gold                                                                   | (23.109)  |
| Frankreich (SNEP)            | 2× Platin                                                              | (600.000) |
| Deutschland (BVMI)           | Platin                                                                 | (670.000) |
| Italien (FIMI)               | Platin                                                                 | (100.000) |
| Japan (RIAJ)                 | Platin                                                                 | 200.000   |
| Kanada (MC)                  | 2× Platin                                                              | 200.000   |
| Neuseeland (RMNZ)            | Platin                                                                 | 15.000    |
| Niederlande (NVPI)           | Platin                                                                 | (100.000) |
| Österreich (IFPI)            | Platin                                                                 | (50.000)  |
| Polen (ZPAV)                 | Platin                                                                 | (100.000) |
| Schweden (IFPI)              | 2× Platin                                                              | (160.000) |
| Schweiz (IFPI)               | 3× Platin                                                              | (150.000) |
| Spanien (Promusicae)         | Platin                                                                 | (100.000) |
| Vereinigte Staaten (RIAA)    | 4× Platin                                                              | 4.000.000 |
| Vereinigtes Königreich (BPI) | 3× Platin                                                              | (900.000) |
| Insgesamt                    | 2× Gold · 29× Platin ·                                                 | 8.450.000 |

Hauptartikel: Whitney Houston/Auszeichnungen für Musikverkäufe